# Football Club Internazionale Milano 2012-2013
Questa voce raccoglie le informazioni riguardanti il Football Club Internazionale Milano nelle competizioni ufficiali della stagione 2012-2013.

## Stagione

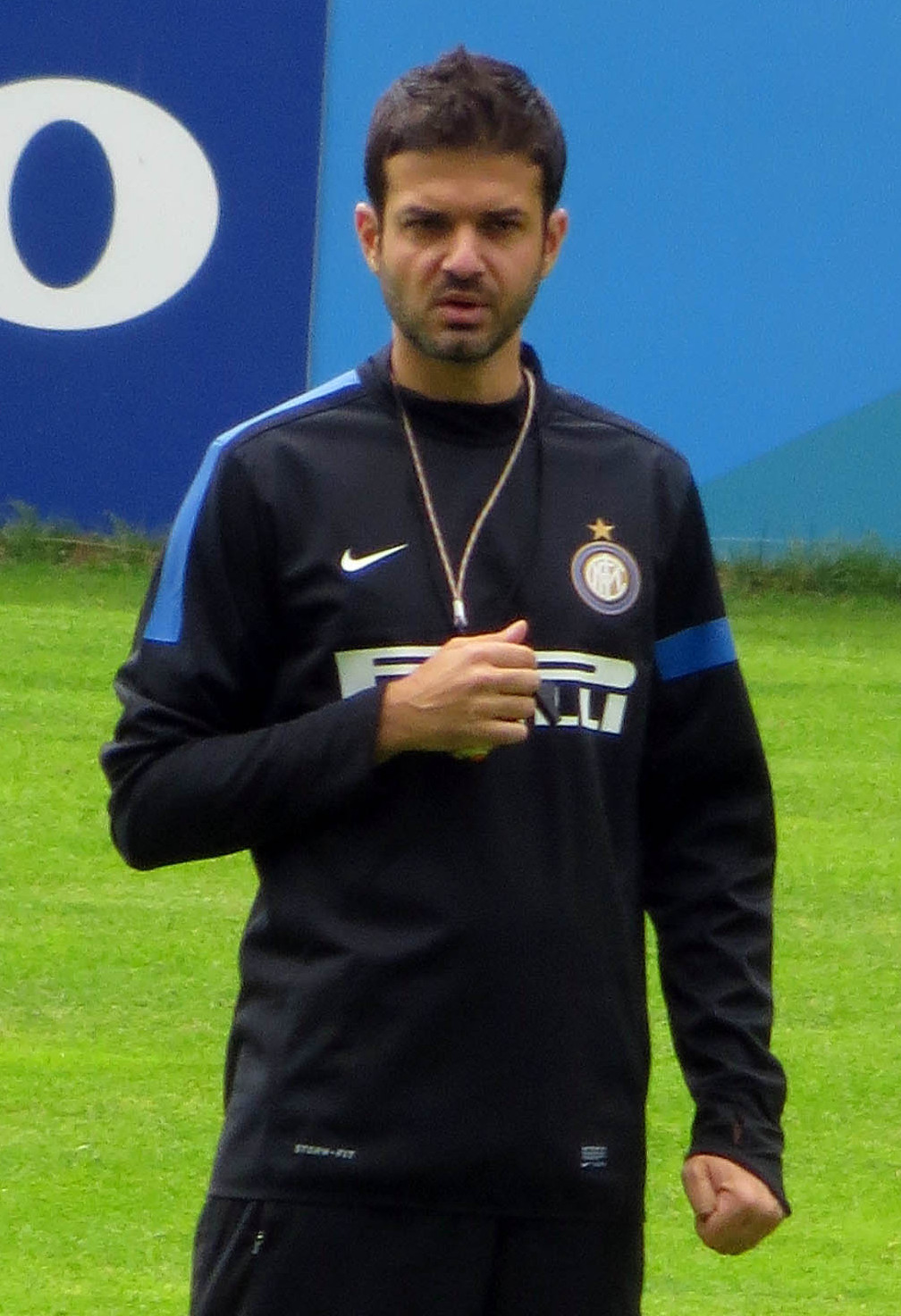
Andrea Stramaccioni, confermato in panchina dopo il segmento dell'anno precedente: nonostante un buon girone d'andata, la squadra manca il piazzamento continentale complice un vistoso calo di rendimento.

Salvato con la partecipazione all'Europa League un sofferto campionato, Andrea Stramaccioni manteneva la conduzione tecnica: il mercato dell'estate 2012 recò l'ex genoano Palacio e il portiere Handanovič quali nomi di maggior spessore, con gli investimenti a risentire nel loro complesso del fair play finanziario.
Persi tra l'altro la meteora Forlán — rientrato in Uruguay dopo un solo anno alla Pinetina — e il difensore Lúcio (questi ceduto alla Juventus) in mediana furono innestati Gargano e Mudingayi, con Silvestre al centro del pacchetto arretrato e Álvaro Pereira in fascia: chiamato a comprimere i tempi della preparazione in ragione del preliminare di coppa, l'allenatore romano ebbe a propria disposizione anche l'ex milanista Antonio Cassano dopo uno scambio col centravanti Pazzini. Guadagnato in agosto l'accesso al tabellone principale della manifestazione europea, l'Inter salutava altri «eroi» del recente passato con Júlio César e Maicon trasferitisi nel campionato inglese.
Denunciate iniziali lacune sul piano tattico, la squadra virò su sistemi di gioco più equilibrati dopo l'infortunio occorso a Sneijder. Mentre il ventenne Coutinho si fece apprezzare nel ruolo di trequartista in luogo dell'olandese, Ranocchia e Juan Jesus fiancheggiarono Samuel in un terzetto composto da soli centrali: i sudamericani Álvarez e Guarín costituirono «assi nella manica» per un centrocampo imperniato sui solidi Cambiasso e Javier Zanetti, con Nagatomo sovente preferito a Jonathan nei panni di laterale. Punti di forza del tridente offensivo il lavoro sporco di Palacio e l'inventiva di Cassano, ben assortiti dalla vena realizzativa di Milito: l'apice stagionale venne toccato nel derby d'Italia del 3 novembre 2012, coi nerazzurri risultati la prima opponente a violare lo Juventus Stadium ponendo inoltre conclusione alla striscia di 49 partite senza battute d'arresto per i sabaudi in Serie A.
Raggiunta la decima vittoria consecutiva tra campionato e coppa nella summenzionata trasferta in Piemonte, un nuovo 3-1 a Belgrado certificava il passaggio del turno in Europa identificandosi peraltro col decimo successo di fila in campo esterno da inizio stagione: un filotto questo spezzato a Bergamo, preludio all'involuzione che tra novembre e dicembre fece crollare i meneghini (altrimenti secondi in classifica a una sola lunghezza dalla capolista dopo lo scontro diretto) nella più ingarbugliata zona Uefa.
Consumato frattanto l'esordio in Coppa Italia superando il Verona — con Palacio a protezione dei pali nei 15' finali dopo l'infortunio di Castellazzi a cambi esauriti, riallacciando i precedenti col Farinós improvvisatosi estremo difensore nel 2002 — un quarto posto a 35 punti archiviò il girone d'andata, prima che la compattezza in spogliatoio risultasse minata da vicende estranee al campo.
Mai tornato a calcare i prati dopo essersi fermato in settembre, Sneijder — cui la società aveva rimproverato esternazioni compiute sui social network durante il periodo di stop — si trasferiva in Turchia al culmine di rapporti ormai logori con dirigenza e compagni: in uscita anche i nominativi di Coutinho (direzione Liverpool) e del giovane Marko Livaja, passato all'Atalanta con Schelotto a rappresentare la contropartita dell'affare. Scommettendo sull'astro nascente Kovačić, la formazione rinunciò a Milito per la lesione ai legamenti che l'argentino riportava in febbraio: duramente annicchilita in quel di Firenze, la Beneamata reagiva cogliendo un pari nella stracittadina del 24 febbraio 2013 (con l'ex orobico che rispose al vantaggio firmato El Shaarawy) per poi rimontare a Catania il parziale di 2-0 in favore degli etnei.
Ricucendo in pochi giorni uno «strappo» insorto con Cassano e degenerato nella lite fisica, Stramaccioni abbandonò la rincorsa continentale negli ottavi cedendo il passo al Tottenham per il criterio dei gol segnati fuori casa: successivamente alla pausa internazionale di marzo e allo stop in cui Palacio incorreva, un finale di torneo in calo — con addirittura 8 sconfitte negli 11 turni conclusivi — precipitava i milanesi in una deludente nona posizione.
Una rottura del tendine d'Achille costringeva infine ai box il capitano Zanetti, fin lì presente in 33 gare su 34: i soli 19 punti racimolati in altrettante giornate della fase di ritorno comportarono un'impietosa esclusione dalle coppe, scenario questo che in casa interista non si verificava dall'annata 1998-99. Per la seconda volta nella storia del club, a distanza di 71 anni dal solo precedente in tal senso, si segnalò anche una differenza-gol negativa.

## Divise e sponsor

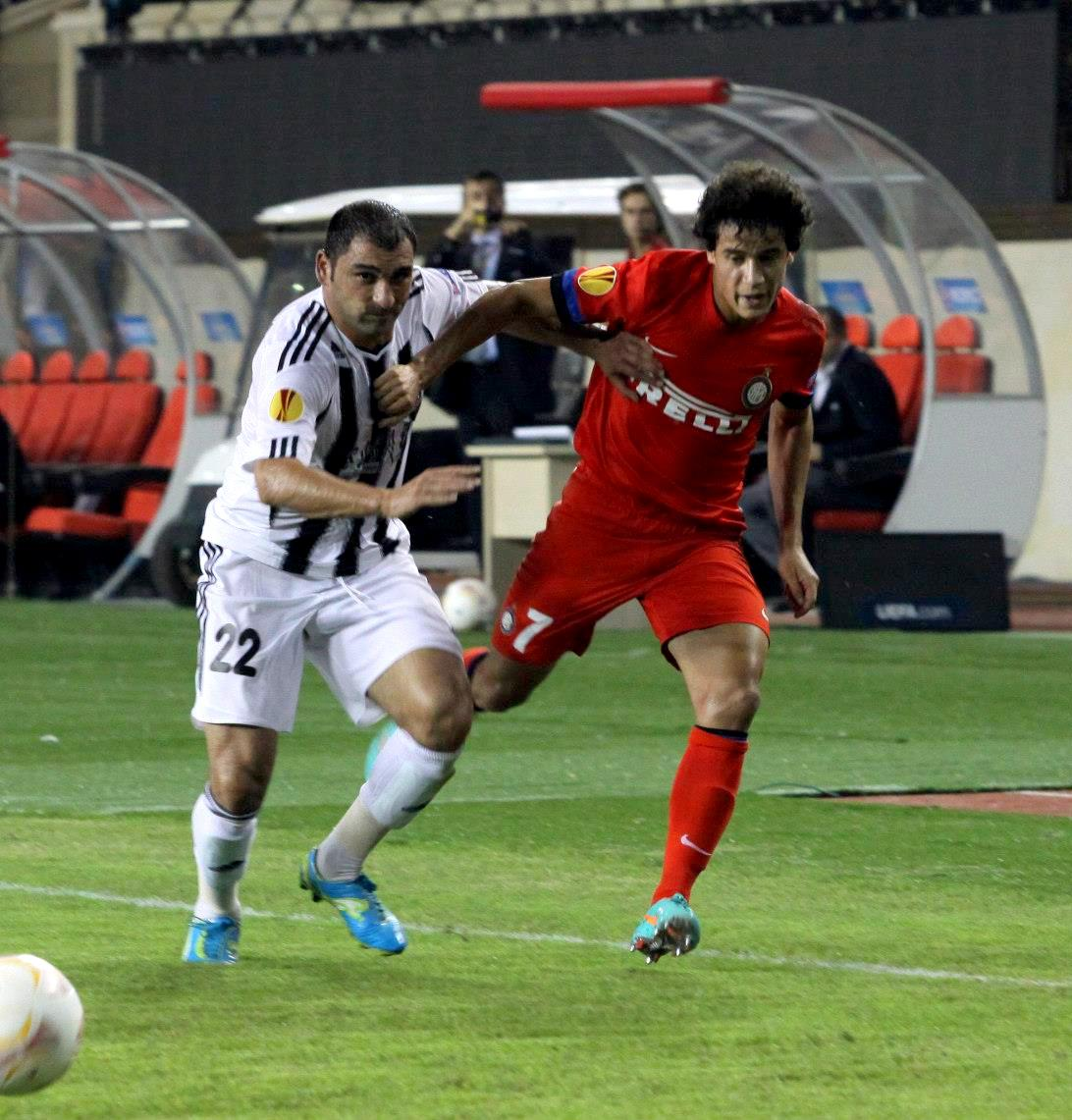
Philippe Coutinho con la maglia da trasferta rossa: poco gradita alla tifoseria organizzata del club, ciò nonostante si rivelerà un successo a livello commerciale.

Lo sponsor tecnico per la stagione 2012-2013 è la Nike, mentre lo sponsor ufficiale è la Pirelli. Rispetto alla stagione precedente, le strisce della maglia, a girocollo, diventano cinque, tre blu e due nere, mentre le maniche sono completamente nere con risvolto azzurro. Per la maglia da trasferta il colore scelto è il rosso, voluto dal presidente Moratti stesso, che si ispira a quello dello stemma di Milano; inserto nerazzurro per il bordo delle maniche. Le maglie dei portieri sono quattro, una verde, una rossa, una grigia e una gialla.
| Casa | Trasferta | Terza divisa | 1ª portiere | 2ª portiere | 3ª portiere | 4ª portiere |

## Organigramma societario
Area direttiva
- Presidente: Massimo Moratti
- Vicepresidenti: Angelomario Moratti, Rinaldo Ghelfi
- Comitato Strategico: Massimo Moratti, Angelomario Moratti, Rinaldo Ghelfi, Milly Moratti, Marco Fassone, Stefano Filucchi (Segretario Comitato).
- Consiglio di Amministrazione: Carlo d'Urso, Maurizio Fabris, Marco Gastel, Rinaldo Ghelfi, Tommaso Giulini, Luigi Amato Molinari, Angelo Moratti, Angelomario Moratti, Carlotta Moratti, Giovanni Moratti, Massimo Moratti, Natalino Curzola Moratti, Ernesto Paolillo, Pier Francesco Saviotti, Accursio Scorza, Marco Tronchetti Provera.
- Collegio sindacale. Sindaci Effettivi: Giovanni Luigi Camera, Fabrizio Colombo, Alberto Usuelli
- Direttore Generale: Marco Fassone
- Vicedirettore Generale: Stefano Filucchi
- Segretaria di Presidenza: Monica Volpi
- Direttore del Personale: Angelo Paolillo.
- Direttore Area Tecnica: Marco Branca
- Direttore Sportivo: Piero Ausilio
- Team Manager: Iván Córdoba
- Direttore Settore Giovanile: Roberto Samaden
- Responsabile Area Ricerca e Selezione Settore Giovanile: Pierluigi Casiraghi
- Responsabile Organizzativo Settore Giovanile: Alberto Celario
- Direttore Organizzativo & Segretario Generale: Umberto Marino
- Direttore Area Medica: Franco Combi
- Direttore Amministrazione: Paolo Pessina

Area organizzativa
- Segretario generale e responsabile risorse umane: Luciano Cucchia
- Direttore personale e responsabile servizi operativi: Angelo Paolillo
- Team manager: Iván Córdoba
- Direttore area stadio e sicurezza: Pierfrancesco Barletta

Area comunicazione
- Direttore Editoriale e Responsabile del Coordinamento Contenuti della Comunicazione Societaria: Susanna Wermelinger
- Responsabile Information Technology: Giovanni Valerio
- Direttore responsabile Inter Channel: Edoardo Caldara
- Capo Ufficio stampa: Leo Picchi
- Ufficio Stampa: Luigi Crippa, Claudia Maddalena, Daria Nicoli, Andreina Renna
- Presidente Onorario Centro Coordinamento Inter Club: Bedy Moratti.
- Responsabile Centro Coordinamento Inter Club: Fausto Sala

Area tecnica
- Direttore area tecnica: Marco Branca
- Direttore sportivo: Piero Ausilio
- Allenatore: Andrea Stramaccioni
- Viceallenatore: Giuseppe Baresi
- Responsabile preparatori atletici: Stefano Rapetti
- Preparatori atletici: Federico Pannoncini
- Allenatore portieri: Alessandro Nista
- Match analyst: Michele Salzarulo
- Assistente tecnico: Massimiliano Catini e Vincenzo Sasso
- Consulente tecnico: Gianfranco Bedin

Area sanitaria
- Direttore area medica: Franco Combi
- Medico: Giorgio Panico
- Preparatori di recupero: Andrea Scannavino, Maurizio Fanchini
- Massofisioterapisti: Marco Dellacasa, Massimo Dellacasa, Luigi Sessolo
- Terapisti della riabilitazione: Andrea Galli, Alberto Galbiati

## Rosa
Aggiornata al 18 aprile 2013.
| N. |                        | Ruolo | Calciatore                |
| -- | ---------------------- | ----- | ------------------------- |
| 1  | Brasile (bandiera)     | P     | Júlio César               |
| 1  | Slovenia (bandiera)    | P     | Samir Handanovič          |
| 4  | Argentina (bandiera)   | D     | Javier Zanetti (capitano) |
| 5  | Serbia (bandiera)      | C     | Dejan Stanković           |
| 6  | Argentina (bandiera)   | D     | Matías Silvestre          |
| 7  | Brasile (bandiera)     | C     | Philippe Coutinho         |
| 7  | Italia (bandiera)      | C     | Ezequiel Schelotto        |
| 8  | Argentina (bandiera)   | A     | Rodrigo Palacio           |
| 10 | Paesi Bassi (bandiera) | C     | Wesley Sneijder           |
| 10 | Croazia (bandiera)     | C     | Mateo Kovačić             |
| 11 | Argentina (bandiera)   | C     | Ricardo Gabriel Álvarez   |
| 12 | Italia (bandiera)      | P     | Luca Castellazzi          |
| 13 | Brasile (bandiera)     | D     | Maicon                    |
| 14 | Colombia (bandiera)    | C     | Fredy Guarín              |
| 16 | Belgio (bandiera)      | C     | Gaby Mudingayi            |
| 17 | Kenya (bandiera)       | C     | McDonald Mariga           |
| 17 | Serbia (bandiera)      | C     | Zdravko Kuzmanović        |
| 18 | Italia (bandiera)      | A     | Tommaso Rocchi            |
| 19 | Argentina (bandiera)   | C     | Esteban Cambiasso         |
| 20 | Nigeria (bandiera)     | C     | Joel Obi                  |
| 21 | Uruguay (bandiera)     | C     | Walter Gargano            |
| 22 | Argentina (bandiera)   | A     | Diego Milito              |
| 23 | Italia (bandiera)      | D     | Andrea Ranocchia          |
| 24 | Italia (bandiera)      | C     | Marco Benassi             |
| 25 | Argentina (bandiera)   | D     | Walter Samuel             |
| 26 | Romania (bandiera)     | D     | Cristian Chivu            |
| 27 | Slovenia (bandiera)    | P     | Vid Belec                 |
| 28 | Italia (bandiera)      | D     | Simone Pasa               |

| N. |                      | Ruolo | Calciatore            |
| -- | -------------------- | ----- | --------------------- |
| 30 | Argentina (bandiera) | P     | Juan Pablo Carrizo    |
| 31 | Uruguay (bandiera)   | D     | Álvaro Pereira        |
| 32 | Italia (bandiera)    | P     | Matteo Cincilla       |
| 33 | Senegal (bandiera)   | D     | Ibrahima Mbaye        |
| 40 | Brasile (bandiera)   | D     | Juan Jesus            |
| 41 | Ghana (bandiera)     | C     | Alfred Duncan         |
| 42 | Brasile (bandiera)   | D     | Jonathan              |
| 44 | Italia (bandiera)    | D     | Matteo Bianchetti     |
| 45 | Italia (bandiera)    | A     | Francesco Forte       |
| 46 | Brasile (bandiera)   | C     | Yago Del Piero        |
| 47 | Italia (bandiera)    | A     | Matteo Colombi        |
| 48 | Italia (bandiera)    | D     | Andrea Bandini        |
| 49 | Italia (bandiera)    | A     | Giovanni Terrani      |
| 52 | Italia (bandiera)    | C     | Andrea Romanò         |
| 54 | Ghana (bandiera)     | D     | Isaac Donkor          |
| 55 | Giappone (bandiera)  | D     | Yūto Nagatomo         |
| 60 | Italia (bandiera)    | A     | Niccolò Belloni       |
| 61 | Italia (bandiera)    | A     | Luca Garritano        |
| 62 | Italia (bandiera)    | D     | Marco Ferrara         |
| 63 | Austria (bandiera)   | D     | Lukas Spendlhofer     |
| 77 | Italia (bandiera)    | P     | Raffaele Di Gennaro   |
| 81 | Italia (bandiera)    | A     | Samuele Longo         |
| 82 | Italia (bandiera)    | C     | Daniel Bessa          |
| 88 | Croazia (bandiera)   | A     | Marko Livaja          |
| 94 | Italia (bandiera)    | P     | Raffaele Dalle Vedove |
| 99 | Italia (bandiera)    | A     | Antonio Cassano       |
|    | Paraguay (bandiera)  | C     | Rodrigo Alborno       |
|    | Italia (bandiera)    | A     | Giampaolo Pazzini     |

## Calciomercato

### Sessione estiva(dall'1/7 al 31/8)

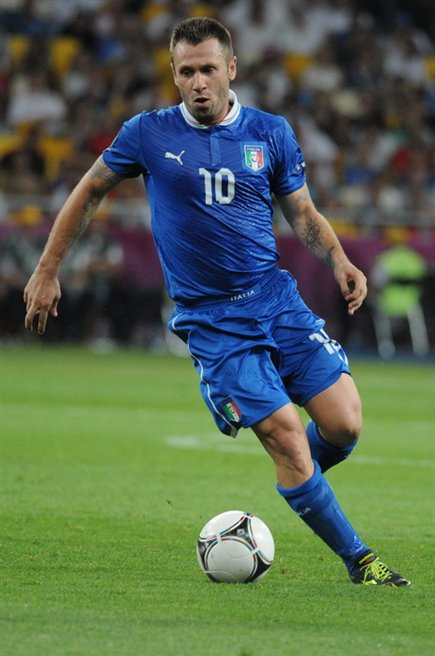
Antonio Cassano, uno dei volti nuovi del mercato nerazzurro: il fantasista sarà autore di una discreta stagione, seppur segnata da un litigio col tecnico Stramaccioni in marzo.

Il 16 maggio viene riscattato Fredy Guarín per 11 milioni di euro dal Porto e il 7 giugno viene reso ufficiale l'acquisto, a titolo definitivo, dell'attaccante Rodrigo Palacio dal Genoa per 10,5 milioni di euro: l'argentino firma un triennale da 2,7 milioni l'anno. Il 29 giugno viene risolto consensualmente il contratto di Lúcio; la Juventus, una settimana dopo, decide di tesserare il difensore. Non vengono inoltre riscattati Mauro Zárate, Andrea Poli e Angelo Palombo che fanno ritorno alle proprie squadre (Lazio il primo, Sampdoria gli altri).
Il 1º luglio scadono i contratti di Iván Córdoba e di Paolo Orlandoni, che lasciano il calcio giocato, assumendo comunque un ruolo nella società nerazzurra; rientrano dai prestiti Vid Belec, Coutinho, Jonathan e McDonald Mariga. Il 6 luglio viene risolto consensualmente il contratto di Diego Forlán, che lascia i nerazzurri dopo un anno accasandosi all'Internacional. Lo stesso giorno viene ufficializzato il prestito di Matías Silvestre per 2 milioni di euro dal Palermo, con obbligo di riscatto a fine stagione fissato per 6 milioni di euro; il difensore firma un contratto fino al 2016 a 1,5 milioni di euro a stagione. Il 9 luglio viene acquistato in compartecipazione dall'Udinese il portiere Samir Handanovič per 11 milioni più la metà del cartellino di Davide Faraoni; il portiere firma un quadriennale da 1,75 milioni l'anno. Il 20 luglio viene ufficializzato il prestito del centrocampista belga Gaby Mudingayi per 750.000 euro dal Bologna, con diritto di riscatto fissato anch'esso a 750.000 euro. Il 26 luglio la società cede Luc Castaignos al Twente per 6 milioni.
Il 22 agosto viene ceduto al Milan l'attaccante Giampaolo Pazzini per 7,5 milioni di euro più il cartellino di Antonio Cassano, suo compagno di squadra alla Sampdoria; il fantasista di Bari Vecchia firma un contratto fino al 2014 a 3 milioni di euro annui. Il giorno dopo arriva a Milano Walter Gargano, che si trasferisce a titolo temporaneo dal Napoli per 1,25 milioni con diritto di riscatto fissato a 5,25. Il 27 agosto viene ingaggiato, a titolo definitivo, il terzino sinistro Álvaro Pereira dal Porto per 10 milioni di euro più 3,5 di bonus, firmando un quadriennale da 1,7 milioni a stagione. Il 29 agosto l'Inter comunica la rescissione del contratto di Júlio César, passato poi al Queens Park Rangers, con una lettera di saluto sul proprio sito ufficiale. Due giorni dopo Maicon viene ceduto a titolo definitivo al Manchester City per 4 milioni di euro più 3,5 di bonus.
Fra i giocatori ceduti non presenti a fine stagione nella rosa nerazzurra, ci sono Sulley Muntari (che si trasferisce a parametro zero al Milan, dove si trovava già in prestito da gennaio) e Goran Pandev (acquistato dal Napoli per 7,5 milioni di euro dopo una stagione in prestito secco nella stessa). Vengono ceduti a titolo definitivo, inoltre, Juraj Kucka al Genoa ed Emiliano Viviano al Palermo, dopo nemmeno una presenza in maglia nerazzurra (l'Inter deteneva metà dei loro cartellini ma non i loro diritti sportivi). Viene infine riscattata, sempre dal Genoa, la compartecipazione di Samuele Longo, mandato poi in prestito all'Espanyol.
| Acquisti | Acquisti          | Acquisti      | Acquisti                         |
| R.       | Nome              | da            | Modalità                         |
| -------- | ----------------- | ------------- | -------------------------------- |
| P        | Enrico Alfonso    | Modena        | fine prestito                    |
| P        | Enrico Alfonso    | Chievo        | riscatto compartecipazione       |
| P        | Francesco Bardi   | Livorno       | riscatto compartecipazione       |
| P        | Vid Belec         | Crotone       | fine prestito                    |
| P        | Samir Handanovič  | Udinese       | compartecipazione (11 milioni €) |
| D        | Simone Benedetti  | Gubbio        | fine prestito                    |
| D        | Simone Benedetti  | Torino        | compartecipazione                |
| D        | Cristiano Biraghi | Juve Stabia   | fine prestito                    |
| D        | Luca Caldirola    | Brescia       | fine prestito                    |
| D        | Giulio Donati     | Padova        | fine prestito                    |
| D        | Antonio Esposito  | Piacenza      | fine prestito                    |
| D        | Dennis Esposito   | Lecco         | fine prestito                    |
| D        | Jonathan          | Parma         | fine prestito                    |
| D        | Andrea Mei        | VVV-Venlo     | fine prestito                    |
| D        | Felice Natalino   | Crotone       | fine prestito                    |
| D        | Felice Natalino   | Genoa         | riscatto compartecipazione       |
| D        | Michele Rigione   | Cremonese     | fine prestito                    |
| D        | Matías Silvestre  | Palermo       | prestito (2 milioni €)           |
| D        | Álvaro Pereira    | Porto         | definitivo (10 milioni €)        |
| C        | Sebastian Carlsén | Helsingborg   | fine prestito                    |
| C        | Philippe Coutinho | Espanyol      | fine prestito                    |
| C        | Jacopo Fortunato  | SPAL          | fine prestito                    |
| C        | Fredy Guarín      | Porto         | riscatto prestito (11 milioni €) |
| C        | Kerlon            | Nacional (NS) | fine prestito                    |
| C        | McDonald Mariga   | Parma         | fine prestito                    |
| C        | Gaby Mudingayi    | Bologna       | prestito (750.000 €)             |
| C        | Sulley Muntari    | Milan         | fine prestito                    |
| C        | Luca Tremolada    | Pisa          | fine prestito                    |
| C        | Walter Gargano    | Napoli        | prestito (1,2 milioni €)         |
| A        | Denis Alibec      | Malines       | fine prestito                    |
| A        | Samuele Beretta   | Cuneo         | fine prestito                    |
| A        | Riccardo Bocalon  | Cremonese     | fine prestito                    |
| A        | Samuele Longo     | Genoa         | riscatto compartecipazione       |
| A        | Aiman Napoli      | Prato         | fine prestito                    |
| A        | Rodrigo Palacio   | Genoa         | definitivo (10 milioni €)        |
| A        | Goran Pandev      | Napoli        | fine prestito                    |
| A        | Mame Thiam        | Avellino      | fine prestito                    |
| A        | Mame Thiam        | Sassuolo      | riscatto compartecipazione'      |
| A        | Antonio Cassano   | Milan         | definitivo                       |

| Cessioni | Cessioni            | Cessioni          | Cessioni                          |
| R.       | Nome                | a                 | Modalità                          |
| -------- | ------------------- | ----------------- | --------------------------------- |
| P        | Enrico Alfonso      | Cremonese         | definitivo                        |
| P        | Francesco Bardi     | Novara            | prestito                          |
| P        | Júlio César         | QPR               | svincolato                        |
| P        | Emiliano Viviano    | Palermo           | risoluzione compartecipazione     |
| P        | Paolo Orlandoni     |                   | fine carriera                     |
| D        | Rodrigo Alborno     | Novara            | prestito                          |
| D        | Simone Benedetti    | Torino            | compartecipazione                 |
| D        | Simone Benedetti    | Spezia            | prestito                          |
| D        | Cristiano Biraghi   | Cittadella        | prestito                          |
| D        | Luca Caldirola      | Cesena            | compartecipazione                 |
| D        | Davide Faraoni      | Udinese           | compartecipazione                 |
| D        | Simone Fautario     | Como              | risoluzione compartecipazione     |
| D        | Nicholas Giani      | Vicenza           | risoluzione compartecipazione     |
| D        | Lúcio               | Juventus          | svincolato                        |
| D        | Maicon              | Manchester City   | definitivo (4 milioni €)          |
| D        | Daniele Pedrelli    | Livorno           | risoluzione compartecipazione'    |
| D        | Giulio Donati       | Grosseto          | prestito                          |
| D        | Michele Rigione     | Grosseto          | prestito                          |
| D        | Iván Córdoba        |                   | fine carriera                     |
| C        | Sebastian Carlsén   | Trelleborg        | prestito                          |
| C        | Lorenzo Crisetig    | Parma             | compartecipazione                 |
| C        | Lorenzo Crisetig    | Spezia            | prestito                          |
| C        | Alberto Gerbo       | Gubbio            | risoluzione compartecipazione     |
| C        | Juraj Kucka         | Genoa             | risoluzione compartecipazione     |
| C        | Angelo Palombo      | Sampdoria         | fine prestito                     |
| C        | Andrea Poli         | Sampdoria         | fine prestito                     |
| C        | Gabriele Puccio     | Pavia             | risoluzione compartecipazione     |
| C        | Luca Siligardi      | Livorno           | risoluzione compartecipazione     |
| C        | Alen Stevanović     | Torino            | compartecipazione                 |
| C        | Luca Tremolada      | Como              | definitivo                        |
| C        | Kerlon              | Nacional-MG       | definitivo (0 €)                  |
| C        | Sulley Muntari      | Milan             | definitivo (0 €)                  |
| A        | Denis Alibec        | Viitorul Costanza | prestito                          |
| A        | Riccardo Bocalon    | Südtirol          | prestito                          |
| A        | Samuele Beretta     |                   | svincolato                        |
| A        | Simone Dell'Agnello | Livorno           | risoluzione compartecipazione     |
| A        | Luc Castaignos      | Twente            | definitivo (6 milioni €)          |
| A        | Diego Forlán        | Internacional     | definitivo (0 €)                  |
| A        | Samuele Longo       | Espanyol          | prestito                          |
| A        | Aiman Napoli        | Prato             | definitivo                        |
| A        | Goran Pandev        | Napoli            | riscatto prestito (7,5 milioni €) |
| A        | Mame Thiam          | Südtirol          | prestito                          |
| A        | Giampaolo Pazzini   | Milan             | definitivo (7,5 milioni €)        |
| A        | Mauro Zárate        | Lazio             | fine prestito                     |

### Sessione invernale(dal 3/1 al 31/1)
La sessione invernale si apre con l'acquisto di Tommaso Rocchi dalla Lazio per 500.000 euro, a seguito del quale vi è una trattativa con il Galatasaray per la cessione di Wesley Sneijder, avvenuta il 22 gennaio per 7,5 milioni di euro, e la cessione di Philippe Coutinho al Liverpool per 10 milioni di euro. Nel frattempo l'Inter riscatta la metà di Marco Benassi dal Modena e manda in prestito vari giovani, tra cui McDonald Mariga al Parma (in prestito con diritto di riscatto).
Il 31 gennaio, ultimo giorno di calciomercato, arrivano Zdravko Kuzmanović dallo Stoccarda per 1,2 milioni di euro, Ezequiel Schelotto dall'Atalanta per 3,5 milioni più metà del cartellino di Marko Livaja, Mateo Kovačić per 11 milioni dalla Dinamo Zagabria e Juan Pablo Carrizo dalla Lazio in prestito per 250.000 euro.
| Acquisti | Acquisti           | Acquisti        | Acquisti                                 |
| R.       | Nome               | da              | Modalità                                 |
| -------- | ------------------ | --------------- | ---------------------------------------- |
| P        | Juan Pablo Carrizo | Lazio           | prestito (250.000 €)                     |
| D        | Simone Pecorini    | Empoli          | fine prestito                            |
| C        | Marco Benassi      | Modena          | riscatto compartecipazione (1 milione €) |
| C        | Zdravko Kuzmanović | Stoccarda       | definitivo (1,2 milioni €)               |
| C        | Mateo Kovačić      | Dinamo Zagabria | definitivo (11 milioni)                  |
| C        | Rodrigo Alborno    | Novara          | fine prestito                            |
| C        | Ezequiel Schelotto | Atalanta        | definitivo (3,5 milioni €)               |
| A        | Tommaso Rocchi     | Lazio           | definitivo (500.000 €)                   |

| Cessioni | Cessioni          | Cessioni    | Cessioni                   |
| R.       | Nome              | a           | Modalità                   |
| -------- | ----------------- | ----------- | -------------------------- |
| D        | Simone Pecorini   | Cittadella  | prestito                   |
| C        | Philippe Coutinho | Liverpool   | definitivo (10 milioni €)  |
| C        | McDonald Mariga   | Parma       | prestito                   |
| C        | Alfred Duncan     | Livorno     | prestito                   |
| C        | Andrea Romanò     | Prato       | prestito                   |
| C        | Wesley Sneijder   | Galatasaray | definitivo (7,5 milioni €) |
| C        | Daniel Bessa      | Vicenza     | prestito                   |
| A        | Marko Livaja      | Atalanta    | compartecipazione          |

## Risultati

### Serie A

#### Girone di andata
| Arbitro: | Guida (Torre Annunziata) |

|  |           |                                      |
|  | Marcatori | 17’ Sneijder 19’ Milito 81’ Coutinho |

| Arbitro: | Bergonzi (Genova) |

|               |           |                                        |
| Cassano 45+1’ | Marcatori | 15’ Florenzi 67’ Osvaldo 81’ Marquinho |

| Arbitro: | Banti (Livorno) |

|  |           |                        |
|  | Marcatori | 13’ Milito 83’ Cassano |

| Arbitro: | Massa (Imperia) |

|  |           |                              |
|  | Marcatori | 73’ Vergassola 90+2’ Valiani |

| Arbitro: | Peruzzo (Schio) |

|  |           |                         |
|  | Marcatori | 43’ Pereira 74’ Cassano |

| Arbitro: | Giannoccaro (Lecce) |

|                               |           |            |
| Milito 17’ (rig.) Cassano 34’ | Marcatori | 40’ Rômulo |

| Arbitro: | Valeri (Roma 2) |

|  |           |           |
|  | Marcatori | 3’ Samuel |

| Arbitro: | Russo (Nola) |

|                         |           |  |
| Cassano 28’ Palacio 85’ | Marcatori |  |

| Arbitro: | De Marco (Chiavari) |

|              |           |                                        |
| Cherubin 58’ | Marcatori | 27’ Ranocchia 53’ Milito 64’ Cambiasso |

| Arbitro: | Doveri (Roma 1) |

|                                          |           |                       |
| Milito 52’ (rig.) Palacio 68’ Guarín 81’ | Marcatori | 20’ Munari 90+4’ Éder |

| Arbitro: | Tagliavento (Terni) |

|          |           |                                    |
| Vidal 1’ | Marcatori | 58’ (rig.), 75’ Milito 89’ Palacio |

| Arbitro: | Damato (Barletta) |

|                                      |           |                        |
| Bonaventura 9’ Denis 60’, 67’ (rig.) | Marcatori | 56’ Guarín 84’ Palacio |

| Arbitro: | Giacomelli (Trieste) |

|                               |           |              |
| Palacio 10’ Astori 82’ (aut.) | Marcatori | 43’, 66’ Sau |

| Arbitro: | Banti (Livorno) |

|             |           |  |
| Sansone 75’ | Marcatori |  |

| Arbitro: | Bergonzi (Genova) |

|                   |           |  |
| García 74’ (aut.) | Marcatori |  |

| Arbitro: | Rizzoli (Bologna) |

|                      |           |            |
| Guarín 8’ Milito 39’ | Marcatori | 54’ Cavani |

| Arbitro: | Mazzoleni (Bergamo) |

|           |           |  |
| Klose 82’ | Marcatori |  |

| Arbitro: | Gervasoni (Mantova) |

|               |           |              |
| Cambiasso 85’ | Marcatori | 77’ Immobile |

| Arbitro: | Giannoccaro (Lecce) |

|                               |           |  |
| Di Natale 64’, 79’ Muriel 75’ | Marcatori |  |

#### Girone di ritorno
| Arbitro: | Celi (Bari) |

|                        |           |  |
| Palacio 30’ Guarín 54’ | Marcatori |  |

| Arbitro: | Orsato (Schio) |

|                  |           |               |
| Totti 22’ (rig.) | Marcatori | 45+1’ Palacio |

| Arbitro: | Massa (Imperia) |

|                        |           |                     |
| Chivu 5’ Cambiasso 66’ | Marcatori | 23’, 52’ Meggiorini |

| Arbitro: | Doveri (Roma 1) |

|                                          |           |             |
| Emeghara 21’ Sestu 24’ Rosina 55’ (rig.) | Marcatori | 22’ Cassano |

| Arbitro: | Guida (Torre Annunziata) |

|                                     |           |            |
| Cassano 2’ Ranocchia 26’ Milito 50’ | Marcatori | 21’ Rigoni |

| Arbitro: | Rizzoli (Bologna) |

|                                  |           |             |
| Ljajić 13’, 65’ Jovetić 33’, 55’ | Marcatori | 87’ Cassano |

| Arbitro: | Mazzoleni (Bergamo) |

|               |           |                 |
| Schelotto 71’ | Marcatori | 21’ El Shaarawy |

| Arbitro: | Bergonzi (Genova) |

|                           |           |                                |
| Bergessio 7’ Marchese 19’ | Marcatori | 52’ Álvarez 70’, 90+2’ Palacio |

| Arbitro: | Calvarese (Teramo) |

|  |           |               |
|  | Marcatori | 57’ Gilardino |

| Arbitro: | Banti (Livorno) |

|  |           |                    |
|  | Marcatori | 43’, 90+3’ Palacio |

| Arbitro: | Rizzoli (Bologna) |

|             |           |                           |
| Palacio 54’ | Marcatori | 3’ Quagliarella 60’ Matri |

| Arbitro: | Gervasoni (Mantova) |

|                             |           |                                            |
| Rocchi 43’ Álvarez 57’, 61’ | Marcatori | 56’ Bonaventura 65’ (rig.), 71’, 77’ Denis |

| Arbitro: | Celi (Bari) |

|                         |           |  |
| Pinilla 63’ (rig.), 76’ | Marcatori |  |

| Arbitro: | Damato (Barletta) |

|            |           |  |
| Rocchi 81’ | Marcatori |  |

| Arbitro: | Orsato (Schio) |

|            |           |  |
| Iličič 10’ | Marcatori |  |

| Arbitro: | Giannoccaro (Lecce) |

|                            |           |                    |
| Cavani 3’, 33’ (rig.), 78’ | Marcatori | 23’ (rig.) Álvarez |

| Arbitro: | Bergonzi (Genova) |

|             |           |                                                       |
| Álvarez 33’ | Marcatori | 22’ (aut.) Handanovič 45+4’ (rig.) Hernanes 76’ Onazi |

| Genova 12 maggio 2013, ore 12:30 CEST 37ª giornata | Genoa               | 0 – 0 referto | Inter | Stadio Luigi Ferraris (22.603 spett.)\| Arbitro: \| Tagliavento (Terni) \| |
| Arbitro:                                           | Tagliavento (Terni) |               |       |                                                                            |

| Arbitro: | Mazzoleni (Bergamo) |

|                           |           |                                                         |
| Juan Jesus 12’ Rocchi 63’ | Marcatori | 1’ Pinzi 10’ Domizzi 40’ Di Natale 52’ Silva 66’ Muriel |

### Coppa Italia

#### Fase finale
| Arbitro: | Rocchi (Firenze) |

|                        |           |  |
| Cassano 50’ Guarín 54’ | Marcatori |  |

| Arbitro: | Banti (Livorno) |

|                                       |           |                             |
| Guarín 34’ Palacio 77’ Ranocchia 120’ | Marcatori | 80’ Diamanti 84’ Gabbiadini |

| Arbitro: | De Marco (Chiavari) |

|                         |           |             |
| Florenzi 13’ Destro 33’ | Marcatori | 44’ Palacio |

| Arbitro: | Bergonzi (Genova) |

|                          |           |                               |
| Jonathan 21’ Álvarez 80’ | Marcatori | 55’, 69’ Destro 74’ Torosidis |

### Europa League

#### Qualificazioni
| Arbitro: | Göçek |

|  |           |                                        |
|  | Marcatori | 18’ Sneijder 44’ Nagatomo 73’ Coutinho |

| Arbitro: | Turpin |

|  |           |                                |
|  | Marcatori | 23’ (rig.) Vukušić 58’ Vuković |

#### Play-off
| Arbitro: | Nijhuis |

|  |           |                           |
|  | Marcatori | 23’ Cambiasso 73’ Palacio |

| Arbitro: | de Sousa |

|                          |           |                               |
| Palacio 76’ Guarín 90+2’ | Marcatori | 35’ (rig.) Stanciu 79’ Varela |

#### Fase a gironi
| Arbitro: | Aytekin |

|                           |           |                          |
| Livaja 39’ Nagatomo 90+2’ | Marcatori | 17’ Rjazancev 84’ Rondón |

| Arbitro: | Blom |

|             |           |                                 |
| Canales 53’ | Marcatori | 10’ Coutinho 30’ Obi 42’ Livaja |

| Arbitro: | Liany |

|             |           |  |
| Palacio 88’ | Marcatori |  |

| Arbitro: | Gomes |

|             |           |                             |
| Tomić 90+1’ | Marcatori | 51’, 75’ Palacio 87’ Guarín |

| Arbitro: | Skjerven |

|                                |           |  |
| Karadeniz 2’ Rondón 85’, 90+2’ | Marcatori |  |

| Arbitro: | Alecković |

|                |           |                         |
| Livaja 9’, 54’ | Marcatori | 52’ Sadygov 89’ Canales |

#### Fase ad eliminazione diretta
| Arbitro: | Koukoulakis |

|                  |           |  |
| Palacio 20’, 87’ | Marcatori |  |

| Arbitro: | Gil |

|  |           |                               |
|  | Marcatori | 22’, 45+3’ Guarín 88’ Benassi |

| Arbitro: | Mateu Lahoz |

|                                       |           |  |
| Bale 6’ Sigurðsson 18’ Vertonghen 53’ | Marcatori |  |

| Arbitro: | Bebek |

|                                                        |           |              |
| Cassano 20’ Palacio 52’ Gallas 75’ (aut.) Álvarez 110’ | Marcatori | 96’ Adebayor |

## Statistiche

### Statistiche di squadra
Statistiche aggiornate al 19 maggio 2013.
| Competizione  | Punti | In casa | In casa | In casa | In casa | In casa | In casa | In trasferta | In trasferta | In trasferta | In trasferta | In trasferta | In trasferta | Totale | Totale | Totale | Totale | Totale | Totale | D.R. |
| Competizione  | Punti | G       | V       | N       | P       | Gf      | Gs      | G            | V            | N            | P            | Gf           | Gs           | G      | V      | N      | P      | Gf     | Gs     | D.R. |
| ------------- | ----- | ------- | ------- | ------- | ------- | ------- | ------- | ------------ | ------------ | ------------ | ------------ | ------------ | ------------ | ------ | ------ | ------ | ------ | ------ | ------ | ---- |
| Serie A       | 54    | 19      | 8       | 4       | 7       | 30      | 31      | 19           | 8            | 2            | 9            | 25           | 26           | 38     | 16     | 6      | 16     | 55     | 57     | −2   |
| Coppa Italia  |       | 3       | 2       | 0       | 1       | 7       | 5       | 1            | 0            | 0            | 1            | 1            | 2            | 4      | 2      | 0      | 2      | 8      | 7      | 1    |
| Europa League | 11    | 7       | 3       | 3       | 1       | 13      | 9       | 7            | 5            | 0            | 2            | 14           | 8            | 14     | 8      | 3      | 3      | 27     | 17     | 10   |
| Totale        | -     | 29      | 13      | 7       | 9       | 50      | 45      | 27           | 13           | 2            | 12           | 40           | 36           | 56     | 26     | 9      | 21     | 90     | 81     | 9    |

### Andamento in campionato
| Giornata  | 1 | 2 | 3 | 4 | 5 | 6 | 7 | 8 | 9 | 10 | 11 | 12 | 13 | 14 | 15 | 16 | 17 | 18 | 19 | 20 | 21 | 22 | 23 | 24 | 25 | 26 | 27 | 28 | 29 | 30 | 31 | 32 | 33 | 34 | 35 | 36 | 37 | 38 |
| --------- | - | - | - | - | - | - | - | - | - | -- | -- | -- | -- | -- | -- | -- | -- | -- | -- | -- | -- | -- | -- | -- | -- | -- | -- | -- | -- | -- | -- | -- | -- | -- | -- | -- | -- | -- |
| Luogo     | T | C | T | C | T | C | T | C | T | C  | T  | T  | C  | T  | C  | C  | T  | C  | T  | C  | T  | C  | T  | C  | T  | C  | T  | C  | T  | C  | C  | T  | C  | T  | T  | C  | T  | C  |
| Risultato | V | P | V | P | V | V | V | V | V | V  | V  | P  | N  | P  | V  | V  | P  | N  | P  | V  | N  | N  | P  | V  | P  | N  | V  | P  | V  | P  | P  | P  | V  | P  | P  | P  | N  | P  |
| Posizione | 1 | 9 | 5 | 7 | 4 | 3 | 4 | 4 | 3 | 2  | 2  | 2  | 2  | 4  | 3  | 2  | 2  | 3  | 5  | 4  | 4  | 4  | 4  | 4  | 5  | 5  | 4  | 6  | 5  | 5  | 6  | 7  | 5  | 7  | 8  | 8  | 9  | 9  |

Fonte:  Serie A – Classifiche, su sport.sky.it, Sky Sport. URL consultato il 29 settembre 2013 (archiviato dall'url originale il 4 novembre 2013).
Legenda:

Luogo: C = Casa; T = Trasferta. Risultato: V = Vittoria; N = Pareggio; P = Sconfitta.

### Statistiche dei giocatori
Sono indicati in corsivo i giocatori ceduti durante la stagione.
| Giocatore      | Serie A  | Serie A | Serie A     | Serie A    | Coppa Italia | Coppa Italia | Coppa Italia | Coppa Italia | UEFA Europa League | UEFA Europa League | UEFA Europa League | UEFA Europa League | Totale   | Totale | Totale      | Totale     |
| Giocatore      | Presenze | Reti    | Ammonizioni | Espulsioni | Presenze     | Reti         | Ammonizioni  | Espulsioni   | Presenze           | Reti               | Ammonizioni        | Espulsioni         | Presenze | Reti   | Ammonizioni | Espulsioni |
| -------------- | -------- | ------- | ----------- | ---------- | ------------ | ------------ | ------------ | ------------ | ------------------ | ------------------ | ------------------ | ------------------ | -------- | ------ | ----------- | ---------- |
| R. Álvarez     | 23       | 5       | 0           | 0          | 3            | 1            | 0            | 0            | 4                  | 1                  | 0                  | 0                  | 30       | 7      | 0           | 0          |
| A. Bandini     | -        | -       | -           | -          | 0            | 0            | 0            | 0            | 1                  | 0                  | 0                  | 0                  | 1        | 0      | 0           | 0          |
| V. Belec       | 0        | 0       | 0           | 0          | 0            | 0            | 0            | 0            | 3                  | −7                 | 0                  | 0                  | 3        | 0      | 0           | 0          |
| N. Belloni     | 0        | 0       | 0           | 0          | 1            | 0            | 0            | 0            | 0                  | 0                  | 0                  | 0                  | 1        | 0      | 0           | 0          |
| M. Benassi     | 6        | 0       | 1           | 0          | 3            | 0            | 0            | 0            | 4                  | 1                  | 0                  | 0                  | 13       | 1      | 1           | 0          |
| D. Bessa       | 0        | 0       | 0           | 0          | 0            | 0            | 0            | 0            | -                  | -                  | -                  | -                  | 0        | 0      | 0           | 0          |
| M. Bianchetti  | 0        | 0       | 0           | 0          | 0            | 0            | 0            | 0            | 0                  | 0                  | 0                  | 0                  | 0        | 0      | 0           | 0          |
| E. Cambiasso   | 33       | 3       | 3           | 1          | 2            | 0            | 0            | 0            | 13                 | 1                  | 0                  | 0                  | 48       | 4      | 3           | 1          |
| J. Carrizo     | 1        | −1      | 0           | 0          | 0            | 0            | 0            | 0            | -                  | -                  | -                  | -                  | 1        | 0      | 0           | 0          |
| A. Cassano     | 28       | 7       | 0           | 0          | 2            | 1            | 0            | 0            | 9                  | 1                  | 0                  | 0                  | 39       | 9      | 0           | 0          |
| L. Castellazzi | 2        | -3      | 0           | 0          | 1            | 0            | 0            | 0            | 2                  | 0                  | 0                  | 1                  | 5        | -3     | 0           | 1          |
| J. César       | -        | -       | -           | -          | -            | -            | -            | -            | -                  | -                  | -                  | -                  | -        | -      | -           | -          |
| C. Chivu       | 10       | 1       | 2           | 1          | 2            | 0            | 1            | 0            | 3                  | 0                  | 0                  | 0                  | 15       | 1      | 3           | 1          |
| M. Colombi     | 0        | 0       | 0           | 0          | 0            | 0            | 0            | 0            | 0                  | 0                  | 0                  | 0                  | 0        | 0      | 0           | 0          |
| P. Coutinho    | 10       | 1       | 0           | 0          | -            | -            | -            | -            | 9                  | 2                  | 2                  | 0                  | 19       | 3      | 2           | 0          |
| R. Di Gennaro  | 0        | 0       | 0           | 0          | 0            | 0            | 0            | 0            | -                  | -                  | -                  | -                  | 0        | 0      | 0           | 0          |
| I. Donkor      | -        | -       | -           | -          | -            | -            | -            | -            | 1                  | 0                  | 0                  | 0                  | 1        | 0      | 0           | 0          |
| A. Duncan      | 3        | 0       | 1           | 0          | 1            | 0            | 0            | 0            | -                  | -                  | -                  | -                  | 4        | 0      | 1           | 0          |
| F. Forte       | 1        | 0       | 0           | 0          | 1            | 0            | 0            | 0            | -                  | -                  | -                  | -                  | 2        | 0      | 0           | 0          |
| W. Gargano     | 28       | 0       | 8           | 0          | 1            | 0            | 0            | 0            | 7                  | 0                  | 1                  | 0                  | 36       | 0      | 9           | 0          |
| L. Garritano   | 3        | 0       | 0           | 0          | -            | -            | -            | -            | 2                  | 0                  | 0                  | 0                  | 5        | 0      | 0           | 0          |
| F. Guarín      | 32       | 4       | 6           | 0          | 3            | 2            | 2            | 0            | 12                 | 4                  | 3                  | 0                  | 47       | 10     | 11          | 0          |
| S. Handanovič  | 35       | -53     | 4           | 0          | 3            | -7           | 0            | 0            | 10                 | -10                | 0                  | 0                  | 48       | -70    | 4           | 0          |
| Jonathan       | 8        | 0       | 1           | 0          | 3            | 1            | 1            | 0            | 12                 | 0                  | 2                  | 0                  | 23       | 1      | 4           | 0          |
| Juan           | 31       | 1       | 15          | 1          | 4            | 0            | 1            | 0            | 9                  | 0                  | 2                  | 0                  | 44       | 1      | 18          | 1          |
| M. Kovačić     | 13       | 0       | 2           | 0          | 1            | 0            | 0            | 0            | 4                  | 0                  | 1                  | 0                  | 18       | 0      | 3           | 0          |
| K. Kuzmanović  | 13       | 0       | 0           | 0          | 1            | 0            | 0            | 0            | -                  | -                  | -                  | -                  | 14       | 0      | 0           | 0          |
| M. Livaja      | 6        | 0       | 0           | 0          | -            | -            | -            | -            | 7                  | 4                  | 2                  | 0                  | 13       | 4      | 2           | 0          |
| S. Longo       | -        | -       | -           | -          | -            | -            | -            | -            | 1                  | 0                  | 0                  | 0                  | 1        | 0      | 0           | 0          |
| I. Mbaye       | -        | -       | -           | -          | -            | -            | -            | -            | 2                  | 0                  | 0                  | 0                  | 2        | 0      | 0           | 0          |
| Maicon         | -        | -       | -           | -          | -            | -            | -            | -            | 1                  | 0                  | 1                  | 0                  | 1        | 0      | 1           | 0          |
| M. Mariga      | 1        | 0       | 0           | 0          | 1            | 0            | 0            | 0            | -                  | -                  | -                  | -                  | 2        | 0      | 0           | 0          |
| D. Milito      | 20       | 9       | 0           | 0          | -            | -            | -            | -            | 6                  | 0                  | 0                  | 0                  | 26       | 9      | 0           | 0          |
| G. Mudingayi   | 9        | 0       | 2           | 0          | 1            | 0            | 1            | 0            | 4                  | 0                  | 0                  | 0                  | 14       | 0      | 3           | 0          |
| Y. Nagatomo    | 25       | 0       | 3           | 1          | 2            | 0            | 0            | 0            | 8                  | 2                  | 0                  | 0                  | 35       | 2      | 3           | 1          |
| J. Obi         | 2        | 0       | 0           | 0          | 1            | 0            | 0            | 0            | 1                  | 1                  | 1                  | 0                  | 4        | 1      | 1           | 0          |
| R. Palacio     | 26       | 12      | 3           | 0          | 3            | 2            | 0            | 0            | 10                 | 8                  | 0                  | 0                  | 39       | 22     | 3           | 0          |
| S. Pasa        | 4        | 0       | 0           | 0          | 0            | 0            | 0            | 0            | 2                  | 0                  | 0                  | 0                  | 6        | 0      | 0           | 0          |
| G. Pazzini     | -        | -       | -           | -          | -            | -            | -            | -            | -                  | -                  | -                  | -                  | -        | -      | -           | -          |
| Á. Pereira     | 28       | 1       | 9           | 0          | 3            | 0            | 2            | 0            | 9                  | 0                  | 3                  | 0                  | 40       | 1      | 14          | 0          |
| A. Ranocchia   | 32       | 2       | 12          | 0          | 3            | 1            | 1            | 0            | 10                 | 0                  | 1                  | 0                  | 45       | 3      | 14          | 0          |
| T. Rocchi      | 13       | 3       | 1           | 0          | 2            | 0            | 0            | 0            | -                  | -                  | -                  | -                  | 15       | 3      | 1           | 0          |
| A. Romanò      | -        | -       | -           | -          | -            | -            | -            | -            | 2                  | 0                  | 1                  | 0                  | 2        | 0      | 1           | 0          |
| W. Samuel      | 16       | 1       | 5           | 0          | 1            | 0            | 0            | 0            | 5                  | 0                  | 1                  | 0                  | 22       | 1      | 6           | 0          |
| E. Schelotto   | 12       | 1       | 2           | 0          | 1            | 0            | 0            | 0            | -                  | -                  | -                  | -                  | 13       | 1      | 2           | 0          |
| M. Silvestre   | 9        | 0       | 2           | 0          | 2            | 0            | 1            | 0            | 9                  | 0                  | 5                  | 0                  | 20       | 0      | 8           | 0          |
| W. Sneijder    | 5        | 1       | 0           | 0          | -            | -            | -            | -            | 3                  | 1                  | 0                  | 0                  | 8        | 2      | 0           | 0          |
| L. Spendlhofer | 1        | 0       | 0           | 0          | -            | -            | -            | -            | -                  | -                  | -                  | -                  | 1        | 0      | 0           | 0          |
| D. Stanković   | 3        | 0       | 2           | 0          | -            | -            | -            | -            | -                  | -                  | -                  | -                  | 3        | 0      | 2           | 0          |
| J. Zanetti     | 33       | 0       | 1           | 0          | 4            | 0            | 0            | 0            | 11                 | 0                  | 0                  | 0                  | 48       | 0      | 1           | 0          |

## Giovanili

### Organigramma societario
Area direttiva e organizzativa
- Amministratore delegato: Marco Fassone
- Direttore settore giovanile: Piero Ausilio
- Responsabile tecnico: Roberto Samaden
- Responsabile organizzativo: Alberto Celario
- Responsabile area ricerca e selezione: Pierluigi Casiraghi
- Coordinatore osservatori: Giuseppe Giavardi
- Responsabile tecnico attività di base: Giuliano Rusca
- Responsabile organizzativo attività di base: Rachele Stucchi

### Piazzamenti

#### Primavera
- Campionato: semifinalista.[170]
- Coppa Italia: quarti di finale.[171]
- Torneo di Viareggio: ottavi di finale.[172]

#### Berretti
- Campionato: finalista.[173]